# 하인리히 로이스
하인리히 로이스 또는 하인리히 13세 프린츠 로이스(Heinrich XIII. Prinz Reuß, 1951년 12월 4일 ~ )는 로이스가의 후손으로, 부동산 개발업자이자 극우 운동가이다. 2022년 독일 쿠데타 모의를 주도한 혐의로 독일 연방 경찰에 체포되었다.
아버지 하인리히 로이스 추 쾨스트리츠는 하인리히 63세 로이스 추 쾨스트리츠의 4대손이다. 어머니 보이츨라바 페오도라 프린체신 로이스 공녀는 아돌프 프리드리히 추 메클렌부르크 대공자의 딸로 메클렌부르크슈베린 가문의 후손이다. 이들은 다른 독일 귀족과 마찬가지로 1919년 바이마르 헌법에 의해 귀족의 작위를 잃고 시민이 되었다.
하인리히 로이스는 프랑크푸르트에서 부동산 개발 회사 부에로 프린츠 로이스(Buero Prinz Reuss)를 경영했으며 발포성 포도주도 생산했다.
2022년 12월 7일 2022년 독일 쿠데타 모의에 가담한 혐의로 프랑크푸르트에 있는 자택에서 체포됐다. 경찰에 따르면 라이히스뷔르거 운동을 지지하는 사람들이 쿠데타를 해서 하인리히 로이스를 군주로 옹립하기로 했다는 것이다. 또한 튀링겐주에 있는 로이스의 사유지에 무기를 보관하고 모임을 가졌다고 알려졌다.